# Sutherlin
Sutherlin est une municipalité américaine située dans le comté de Douglas en Oregon. Lors du recensement de 2010, sa population est de 7 810 habitants.

## Géographie
La municipalité s'étend sur 6,35 milles carrés (16,45 km2), dont 0,20 milles carrés (0,52 km2) d'étendues d'eau.

## Histoire
En 1851, M. Sutherlin y fonde le premier élevage de dindes de l'Oregon. Sutherlin devient une municipalité le 4 mai 1911.

## Démographie
La population de Sutherlin est estimée à 8 000 habitants au 1er juillet 2016.
Le revenu par habitant était en moyenne de 18 546 dollars par an entre 2012 et 2016, largement inférieur à la moyenne de l'Oregon (28 822 dollars) et à la moyenne nationale (29 829 dollars). Sur cette même période, 21,7 % des habitants de Sutherlin vivaient sous le seuil de pauvreté (contre 13,3 % dans l'État et 12,7 % à l'échelle des États-Unis).